# Asplenium fissum
Asplenium fissum là một loài dương xỉ trong họ Aspleniaceae. Loài này được Carl Ludwig von Willdenow mô tả khoa học đầu tiên năm 1805.